# Ovobulbus
Ovobulbus es un género de arañas de la familia Oonopidae. Fue descrita en 2007 por Saaristo.

## Distribución
Las especies de este género se encuentran en Israel y Egipto.

## Lista de especies
Según World Spider Catalog (versión 15.0, 2014), se reconocen las siguientes:
- Ovobulbus boker Saaristo, 2007
- Ovobulbus bokerella Saaristo, 2007
- Ovobulbus elot Saaristo, 2007